# 12173 Лансберген
12173 Лансберген (12173 Lansbergen) — астероїд головного поясу, відкритий 16 жовтня 1977 року.
Тіссеранів параметр щодо Юпітера — 3,345.